# Stay (Anna Odobescu)
Stay è un singolo della cantante moldava Anna Odobescu, pubblicato il 1º febbraio 2019. Il brano è stato scritto e composto da Georgios Kalpakidis, Thomas Reil, Jeppe Reil e Maria Broberg.

## Video musicale
Il video musicale è stato caricato l'11 marzo 2019 sul canale ufficiale dell'Eurovision Song Contest.
Nel video la cantante affronta un violento litigio con il compagno, che a sua volta infuriato lascia la casa dei due.

## All'Eurovision Song Contest
Anna Odobescu ha preso parte con Stay al processo di selezione nazionale moldavo, vincendo il concorso e ottenendo quindi il diritto di rappresentare la Moldavia all'Eurovision Song Contest 2019 di Tel Aviv. Qui si è esibita nella seconda semifinale del 16 maggio, ma non si è qualificata per la finale, piazzandosi 12ª su 18 partecipanti con 85 punti totalizzati, di cui 27 dal televoto e 58 dalle giurie. È risultata la più votata sia dal pubblico che dai giurati della Romania.

## Tracce
Download digitale
1. Stay – 3:00
2. Stay (Versione karaoke) – 3:00
3. Stay (Versione strumentale) – 3:00